# Sphingomyéline

Structure des sphingomyélines à choline.

Une sphingomyéline est un sphingolipide constitué d'une unité céramide liée à un résidu de choline par une liaison phosphodiester. Chez l'Homme, les sphingomyélines constituent environ 85 % de tous les sphingolipides et serait le seul phospholipide qui ne soit pas un phosphoglycéride. Ce sont les constituants fondamentaux de la gaine de myéline des nerfs et sont donc de bons isolants électriques. La perte de sphingomyéline autour des nerfs dans le système nerveux central est une des caractéristiques de la sclérose en plaques (décrite par Charcot - ne pas confondre avec la maladie de Charcot).
Certaines sphingomyélines ont un rôle dans la transduction de signaux extracellulaires en messager intracellulaire.